# Ocean Village 2
Pour les articles homonymes, voir Ocean Village.
L’Ocean Village 2, anciennement le Crown Princess, l’Arosa Blu et l’AIDA Blu, est un navire de croisière appartenant à la société Ocean Village, qui elle-même appartient à Carnival Corporation & PLC.

## Sources
- (en) Cet article est partiellement ou en totalité issu de l’article de Wikipédia en anglais intitulé « Pacific Jewel » (voir la liste des auteurs).